# Eparchia wanińska
Eparchia wanińska – jedna z eparchii Rosyjskiego Kościoła Prawosławnego, z siedzibą w mieście Wanino. Należy do metropolii nadamurskiej. Terytorialnie obejmuje część Kraju Chabarowskiego.
Utworzona 21 października 2016 postanowieniem Świętego Synodu, poprzez wydzielenie z części terytoriów dwóch eparchii: amurskiej i chabarowskiej.
Ordynariusz eparchii nosi tytuł biskupa wanińskiego i perejasławskiego.
W 2017 r. w skład eparchii wchodziło 20 parafii, zgrupowanych w 5 dekanatach. W wymienionym roku w administraturze działało 22 księży (w tym 3 mnichów) i 2 diakonów (w tym 1 mnich).
W 2022 r. z części dwóch eparchii – chabarowskiej i wanińskiej – wydzielono eparchię nikołajewską.

## Ordynariusze
- Sawwacjusz (Pieriepiełkin), 2016–2018[3]
- Arystarch (Jacurin), od 2018